# Kreisläufer (Torpedo)
Bei einem so genannten Kreisläufer handelt es sich um einen Torpedo mit defektem Lenksystem. Sein Ruder klemmt in eine Richtung, sodass der Torpedo ständig in die gegebene Richtung steuert. Dabei beschreibt er eine Kreisbahn.
Kreisläufer können gefährlich für das schießende Boot werden oder ein verbündetes Schiff bzw. U-Boot treffen. Falls ein U-Boot einen Torpedo abschießt, kann es selbst getroffen werden. Mindestens drei deutsche U-Boote sanken während des Zweiten Weltkrieges wegen Kreisläufern. Am 29. März 1942 wurde der britische leichte Kreuzer Trinidad von einem Kreisläufer getroffen bei dem Versuch, einen deutschen Zerstörer zu versenken. Ebenso wird gegenwärtig vermutet, dass das berühmte U 47 unter Führung von Kapitänleutnant Günther Prien um den 7. März 1941 durch einen solchen eigenen Kreisläufer-Torpedo vernichtet wurde.